# ماریو سرژیو (بازیکن فوتبال، زاده ۱۹۸۱)
ماریو سرژیو (پرتغالی: Mário Sérgio؛ زادهٔ ۲۸ ژوئیهٔ ۱۹۸۱) بازیکن فوتبال اهل پرتغال است.
از باشگاه‌هایی که در آن بازی کرده‌است می‌توان به باشگاه فوتبال اسپورتینگ، باشگاه فوتبال ناوال، باشگاه فوتبال پاسوژ د فریرا، باشگاه فوتبال متالورگ دونتسک، باشگاه فوتبال آپوئل، و باشگاه فوتبال ویتوریا گیماریش اشاره کرد.
وی همچنین در تیم‌های ملی فوتبال زیر ۲۰ سال پرتغال، زیر ۲۱ سال پرتغالو زیر ۲۳ سال پرتغال بازی کرده‌است.